# Kerkelijke Harmonie "St. Joseph" Weert
De Kerkelijke Harmonie "St. Joseph" Weert is een harmonieorkest uit de Nederlandse stad Weert. Het orkest is ontstaan uit een fanfaregezelschap dat in 1880 werd opgericht. In 1928 werd de fanfare omgezet in een harmonieorkest.

## Geschiedenis
In 1912 ontving de fanfare een eigen vaandel. Al bij het gouden jubileum was de harmonie uitgegroeid tot een bloeiende vereniging. Van 1925 tot 1945 stond het harmonieorkest onder de bezielende leiding van de militaire kapelmeester Simon Petrus van Leeuwen. Direct na de Tweede Wereldoorlog werd onder leiding van dirigent Jean Claessens de wederopbouw ter hand genomen. Al in 1947 werd op het concours in Voerendaal een eerste prijs met lof van de jury behaald in de afdeling "Superieur". De vijftiger jaren waren voor de harmonie erg succesvol. In het midden der zestiger jaren was het helaas droevig gesteld met het ledental. Op voortvarende wijze werd dit echter door promotor Luitenant Kolonel Thei op 't Veld op peil gebracht en onder leiding van Pierre Kuijpers ging het weer bergopwaarts. In oktober 1969 werd op het concours van de Limburgse Band van Muziekgezelschappen in Dieteren een prijs met lof behaald in de afdeling "Superieur". 
In 1970 werd reeds een afzonderlijk jeugdorkest opgericht. In 1971 nam het harmonieorkest deel aan een groot Muziekfestival van de Katholieke Radio Omroep en wist ze in Breda de finale te winnen. 
Eind 1978 nam dirigent Léon Adams de muzikale leiding. In het jubileumjaar 1980 leidde hij het sterk verjongde korps op het Bondsconcours in Hegelsom tot een goede prestatie in de "Superieure" afdeling. Tijdens de viering van het eeuwfeest in 1980 werd de Harmonie voor haar vele verdiensten voor het Weerter culturele leven onderscheiden met de penning van verdienste van de gemeente Weert. Bovendien werd ze begiftigd met de Koninklijke Erepenning. 
Het laatste decennium heeft de harmonie onder leiding van de dirigenten Henrie Adams en Sef Pijpers jr. tijdens bondsconcoursen eerste prijzen behaald in de superieure afdeling. Vanaf juli 1996 tot en met mei 2006 stond de Kerkelijke Harmonie St.-Joseph 1880 uit Weert onder de leiding van dirigent Hans Pastoor. Onder diens leiding behaalde de harmonie in oktober 1999 en oktober 2003 tijdens het Bondsconcours in Venlo eveneens een eerste prijs in de afdeling superieur. In 2014 promoveerde het harmonieorkest o.l.v. Alex Schillings  van de 2e naar de 1e divisie tijdens het concertconcours in Veldhoven met lof der jury (90 pnt.) In december 2014/januari 2015 maakten zij een concertreis naar China (Shanghai). Van augustus 2015 t/m november 2016 stond het korps o.l.v. Jacques Claessens waar diverse concerten mee werden gegeven o.a. het Orgelconcert op 6 november. Vanaf 15 januari 2017 is Bart Deckers dirigent.   
Naast het harmonieorkest beschikt de vereniging nog over een jeugdharmonieorkest en een slagwerkensemble: Percussion Ensemble Weert.

## Dirigenten
- 1880-1906: Henri Schaeken
- 1906-1918: Henri Teunissen
- 1925-1945: Simon Petrus van Leeuwen
- 1947-1952: Jean Claessens
- 1952-1956: Fr. van Abeelen
- 1956-1957: Jean Claessens
- 1957-1962: M. van Dooren
- 1962-1963: J. Soudant
- 1963-1975: H. Kuypers
- 1975-1978: Wil Jacobs
- 1978-1987: Léon Adams
- 1987-1989: Henrie Adams
- 1989-1996: Sef Pijpers jr.
- 1996-2006: Hans Pastoor
- 2006-2011: Roger Niese
- 2011-2015: Alex Schillings
- 2015-2016: Jacques Claessens
- 2016-heden: Bart Deckers